# Ричардсон, Кевин (зоолог)
Кевин Ричардсон (англ. Kevin Richardson, род. 1974, Йоханнесбург) — бихевиорист животных. Он провёл обширное исследование животных, обитающих в Африке. Он работает больше десяти лет с гиенами, львами и большими кошками, такими как гепарды и леопарды. Его без труда принимают в свои стаи дикие и очень опасные для человека животные. Он не использует привычные методы дрессировки — запугивание животного палками и цепями. Вместо этого, он использует любовь, взаимопонимание и доверие. У Кевина сложились удивительные отношения с животными, основанные на взаимном уважении. Он может спокойно спать рядом со львом, посадить гиену к себе в машину, искупаться с огромной львицей, которой ничего не стоит разорвать его или утопить.
Он управляет парком «Королевство Белых Львов», который является частью Львиного парка в провинции Гаутенг в ЮАР. Известный во всем мире как «заклинатель зверей» Ричардсон также является автором и продюсером фильмов с животными.

## Молодые годы
Ричардсон родился в 1974 году в самом крупном городе ЮАР, в Йоханнесбурге, недалеко от Апельсиновой рощи. Он имеет английское происхождение. Патрисия, его мать, тоже родилась в Южной Африке (её родители эмигрировали из Англии), работала в Банке Барклайс. Отец Ричардсона, который работал на фармацевтическую компанию, также переехал в Южную Африку из города Рединг графства Беркшир в Англии. Кевин — самый младший ребёнок в семье. У него есть ещё старший брат и две сестры-близняшки. Кевин проявлял свою любовь к животным ещё с раннего детства. Он разводил сверчков и держал жабу по имени Пэддаж, когда ему было всего три года.
Когда Кевину было 13 лет, умер его отец. После этого характер Кевина сильно испортился. Он плохо учился в школе, доставлял много хлопот матери и учителям. В 14 лет он разбил машину своей сестры. Всё изменилось, когда в 16 лет он познакомился со Стэном Шмидтом (через его дочь). Именно Стэн помог ему начать карьеру зоолога.

## Карьера зоолога

### Начало работы с животными
Ричардсон учился в университете на факультете зоологии, но ушёл спустя два года. Сам он это объясняет тем, что в университете невозможно достаточно хорошо изучить млекопитающих, так как большое количество времени там посвящают изучению простейших организмов, а он не хотел тратить время на изучение огородных улиток.
Он пошёл на курсы физиологии и анатомии в колледже и после этого начал карьеру в области физиотерапии. Он никогда не думал, что работа с животными будет его основной работой, он считал её просто своим хобби. Но работа с людьми в качестве помощника ортопедического хирурга не пришлась ему по душе. Он понимал, что посвятить этой работе всю свою жизнь он не сможет.
Работая в области физиотерапии, он встретил Родни Фахра, который позже стал хозяином Львиного Парка и пригласил Кевина на работу к себе, вначале на неполный рабочий день.
Тогда у Кевина появился шанс поработать с двумя 7-месячными львами Тау и Наполеоном. Его многие предупреждали, что не стоит пытаться приручить уже достаточно взрослых львов, но он решил попытаться. Работе с животными приходилось уделять много времени. Кевину всё сложнее было разрываться между парком и своей основной работой. Тогда он и решил уйти с основной работы на постоянную работу в парк.
Его достижения по работе с животными были невероятными. Он настолько подружился со своими львами, что может свободно играть, купаться и даже спать с ними.
Узнав о достижениях Кевина, СМИ завалили его предложениями о съёмках документальных фильмов, рекламных роликов и т. д. Так Кевин стал готовить животных для съёмок в фильмах. Как сам он признаётся, работа в парке не приносит достаточной прибыли. Типичный смотритель за животными в ЮАР зарабатывает от 500 до 1000 долларов.
Поэтому, чтобы обеспечить себя и своих животных, он начал заниматься продюсерской деятельностью. Он готовит своих животных, как будущих актёров, и, надо сказать, что они пользуются большим спросом. Кевин снял несколько документальных фильмов, в том числе драму «Белый лев», рассказывающую о жизни молодого льва в стае.
Работая в парке, Кевин с удовольствием играл с любыми зверями, но его любимцами были молодые гиены и львята. Из сотен животных, с которыми он подружился, восемь стали его любимцами, считающими его членом своего семейства: жираф Гамбит, львята Мэг и Эми, которых он вырастил после того, как их бросила мать, гиены Джинна и Трэлли, львица Пелохале и, конечно же, его первенцы, уже взрослые шестилетние львы, Тау и Наполеон, возглавляющие львиный клан в Парке.

### Львиный Парк
Ричардсон работал в 1600-акровом Львином парке в маленьком городке Бродерструм в 35 милях к северу от его родного города, Йоханнесбурга в Южной Африке. Специализируясь на львах, он также взаимодействует с гиенами и леопардами.
Львиный Парк был основан цирковой семьёй Чипперфильдов в ноябре 1966, которые занимались подготовкой цирковых животных. Парк поделён на две части. В одной части обитают травоядные животные, такие как зебры, жирафы, антилопы, а в другой — плотоядные, такие как львы, гиены, леопарды и гепарды. Все животные разделены заградительными барьерами по три метра в высоту и на расстоянии нескольких метров друг от друга, для того чтобы они не нападали друг на друга. Парк работает круглый год.
В настоящее время Ричардсон является руководителем парка «Королевство Белых Львов», который занимается подготовкой животных специально для съёмок в документальных фильмах. Площадь парка составляет 800 гектаров. Парк находится в 50 милях от Йоханнесбурга. Он был построен с помощью Родни Фахра. Сейчас в парке находятся 39 львов.

## Уход за львами

### Методы работы
Ричардсон работает с большими кошками и полагается на инстинкт вместо обычных правил. Он спал, питался, и жил рядом со своими львами. Наряду со львами, он работает с гепардами, леопардами, и гиенами. Он предпочитает львов любой другой большой кошке. Его отношения с животными, однако, не создаются мгновенно. Они являются результатом длительной работы. С большинством львов, с которыми он работает сейчас, он встретился, ещё когда они были детёнышами. Он всё ещё продолжает работать с Тау и Наполеоном, братьями львами, которые стали его первенцами и открыли ему мир больших кошек. Его уникальные отношения с родом Пантеры рассеяли много мифов относительно заботы о львах. Ричардсон показывает, что львы и любые другие дикие животные имеют лица, чувства, характеры и являются социальными существами. Он показывает, что различные виды могут взаимодействовать вместе, просто основываясь на взаимопонимании и взаимном доверии. Это не означает, что не существует никаких опасностей. Ричардсона в течение его карьеры не раз ранили его подопечные.

### Опасности
Ричардсон быстро узнал о том, какую опасность представляет взрослый лев, который пока мало с тобой знаком. Однажды четырёхлетний лев зажал его и укусил, после этого он его отпустил. С тех пор Ричардсон полагается на свои инстинкты и избегает близких контактов с животными, если чувствует, что что-то не в порядке с ними. В ещё одном инциденте львы были в хорошем настроении. Тогда два 180-килограммовых льва бросили Ричардсона на землю, и другая львица вскочила на него. Она немного повредила ему лицо.
В другой раз, когда он уже выходил из вольера, один лев, играя, случайно повредил ему лапой плечо. Кроме того, львы очень любят его облизывать, когда он с ними играет, а их языки шершавые, как наждачная бумага, и лев может легко повредить кожу, лизнув её 3-4 раза.
Работа со львами небезопасна. Животные Ричардсона часто царапают его во время игр. Даже те животные, с которыми он начал работать, когда они ещё были детёнышами, иногда его кусают. Это в природе у львов — царапать друг друга, а Ричардсона они расценивают как члена своей семьи и поступают с ним так же. Ричардсона не пугают эти опасности. В интервью он говорит: «Очевидно, каждый понимает опасность работы с животными такого типа. Я взвесил все доводы „за“ и „против“, и доводы „за“ сильно перевесили доводы „против“. Животное всегда предупреждает о следующем его шаге. Те отношения, которые у меня сложились со львами, стоят всего этого шурум-бурум».

## Проблема охоты на львов
Популяция львов снизилась приблизительно от 350 000 до 25 000 особей за 15 лет. Ричардсон надеется, что внимание средств массовой информации к его фильмам привлечёт общественность и расскажет ей о трудностях существования животных Африки. Охота на львов в Южной Африке приносит более 90 миллионов долларов в год, говорят в Профессиональной ассоциации охотников. 16 394 иностранных охотников (более половины которых прилетает из США) убили более 46 000 животных с сентября 2006 по сентябрь 2007. Иностранные туристы иногда платят до $40 000, чтобы поохотиться на львов. Правительство не запрещает охоту на львов из-за её доходности. Местные власти продают разрешения на убийство носорогов, львов, слонов и жирафов. В 2008 были убиты 1 050 львов. Фильм «Белый Лев» как раз рассказывает об этих событиях и заставляет людей задуматься о жестокости подобной деятельности.

## Съёмки в документальных фильмах
| Название                                                | Кол-во минут/страниц   | Главная роль    | Издатель             | Дата выпуска         |
| ------------------------------------------------------- | ---------------------- | --------------- | -------------------- | -------------------- |
| Dangerous Companions                                    | 52 Минуты              | Львы            | Неизвестен           | 2005                 |
| Growing Up Hyena                                        | Часть серии Growing Up | Гиены           | Animal Planet        | 5 Августа 2008 (DVD) |
| In Search of a Legend                                   | 52 Минуты              | Чёрный леопард  | Graham Wallington    | Неизвестно           |
| White Lion: Home is a Journey                           | 88 Минуты              | Белый лев       | Peru Productions     | 19 Февраля 2010      |
| Part of the Pride: My Life Among the Big Cats of Africa | 256 Страниц            | Кевин Ричардсон | St. Martin's Press   | 1 Сентября 2009      |
| The Lion Ranger Series                                  | 3 x 60 Минут           | Разное          | Renegade Productions | Март 2010            |
| GoPro: Lions - The New Endangered Species?              | 14 Минут               | Львы            | GoPro                | Ноябрь 2013          |

Ричардсон снимался со своими животными во многих документальных фильмах и рекламе. Именно во время его работы в Львином Парке режиссёр Майкл Розенберг решил использовать таланты Ричардсона в документальных фильмах, таких как «Опасные Компаньоны» и «В поисках Легенды». Он снялся со своими животными в многосерийном документальном фильме «Взросление…» в эпизоде «Взросление гиены». Здесь Ричардсон пытается разбить устоявшееся мнение о гиене, как о трусливом злом падальщике.
Самая крупная работа Ричардсона «Белый лев», на которую он потратил около 4 лет, рассказывает о молодом льве Летсатси. Он отличается от других львов своим окрасом, за это его изгоняют из стаи. Он вынужден ещё с малых лет учиться выживать, охотиться и защищаться, не только от других хищников, но и от охотников, для которых шкура белого льва — бесценный трофей. Фильм был снят в парке «Королевство белых львов» режиссёром Майклом Своном и вышел в прокат в 2010 году
Также Кевин снимался в документальном фильме канала National Geographic. «Львиный смотритель» состоит из 3х серий. События сериала начинаются в первой половине 2010 года и рассказывают о жизни Кевина Ричардсона и обитателей «Королевства белого льва» (The Kingdom of the White Lion), в котором живут золотистые и белые львы, гиены и чёрные леопарды, правда, последние оставлены за кадром. Сам частный заказник был создан для съёмок художественного фильма «Белый лев» (White Lion), который проваливается в прокате из-за видеопиратства, и теперь обитатели будут распроданы, если Кевину не удастся найти способ сделать «Королевство» самоокупаемым.